# Баудх
Баудх (англ. Baudh), также — Бауда, Боудх — город в индийском штате Орисса. Административный центр округа Баудх. Средняя высота над уровнем моря — 77 метров. По данным всеиндийской переписи 2001 года, в городе проживало 17 996 человек, из которых мужчины составляли 52 %, женщины — соответственно 48 %. Уровень грамотности взрослого населения составлял 58 % (при общеиндийском показателе 59,5 %). 12 % населения было моложе 6 лет.